# Ignaz Franz Castelli
Ignaz Franz Castelli (født 6. marts 1781 i Wien, død 5. februar 1862) var en østrigsk digter og dramatiker.
Castelli studerede retsvidenskab og blev siden ansat i statsadministrationen i Niederösterreich. Han viede en stor del af sit liv til litterær udøvelse. Med Krigslied für die österreichische Armee (Krigssang til en østrigske hær), som blev omdelt til østrigske soldater i stort oplag, blev han en af de første patriotiske digtere under frihedskrigene mod Napoleon Bonaparte 1813 – 1815.
Fra 1811 til 1814 var Castelli hofteaterdigter på Kärntnertortheater i Wien. Han havde en stor produktion af lystspil, og hans dramatiske talent var typisk for hans østrigske samtid. Hans stykker applerede mest til hans egen generation og spilles sjældent i dag. Syngespillet Die Schweizer Familie (1809) samt Die Verschworenen, komponeret af Franz Schubert, Georg Abraham Schneider und Franz de Paula Roser var populære og opføres endnu i dag. Hans kendteste værk er dog det literære værk Gedichte in niederösterreichischer Mundart (1928).
I 1819 grundlagde han det litterære selskab Ludlamshöhle, og han havde venskaber med flere andre berømte forfattere og kunstnere som Mortiz Gottlieb Saphir og Antonio Salieri. I 1846 var han medgrundlægger af Wiens dyreværnsforening.
Castelli døde i en alder af 81 år i Wien og er begravet på Wiener Zentralfriedhof.